# Стрелица-Первая
Стрелица-Первая, 1-я Стрелица — село в Шебекинском районе Белгородской области, входит в Белоколодезянское сельское поселение.

## География
Село расположено в южной части региона, в лесостепной зоне, в пределах юго-восточных отрогов Среднерусской возвышенности, между меловых холмов в 42 км к северо-востоку от райцентра Шебекино и в 54 км к востоку от Белгорода. В селе берет начало река Нежеголёк, приток Северского Донца.
В селе две улицы. Осевая — Октябрьская улица. Параллельно ей — небольшая Садовая улица.
Местность в окрестностях села холмистая, типичная для лесостепной зоны Среднерусской возвышенности.

### Климат
Климат характеризуется как умеренно континентальный, с холодной зимой и жарким летом. Среднегодовая температура воздуха — 7,7 °C. Абсолютный минимум температуры воздуха самого холодного месяца (января) — −38 °C, абсолютный максимум температуры воздуха самого тёплого месяца (июля) — 41 °С. Безморозный период длится около 153 дней. Годовое количество атмосферных осадков — 520 мм, из которых большая часть выпадает в тёплый период. Снежный покров держится в течение 109 дней.

## Название
По одной из версий исследователи полагают, что название «Стрелица» произошло от слова «стрелка» — мыс, образуемый двумя оврагами или двумя сливающимися речками.
По другой название связано с жителями, заселившими данную местность. Есть предположение, что первыми переселенцами были стрельцы, уволенные или сосланные со службы на Белгородскую засечную черту после стрелецкого бунта и обосновавшиеся на современной территории села.
Современное название возникло после июля 1928 г., когда хутор Стрелица из Артелянского сельсовета стал частью Больше-Троицкого района. Так как в районе оказался ещё один населенный пункт с таким же названием (Стрелица Вторая), то селение переименовали в Первую Стрелицу.

## История
По оценкам исследователей история села насчитывает около 300 лет. Рядом с селом на возвышенностях до наших дней сохранились насыпи, на которых располагались сторожевые башни. Исследователи считают, что при приближение врага на башнях зажигали огонь, таким образом извещая остальные башни по цепочке. В советские годы на насыпях (местные жители называют их «курганы») проводили раскопки, но о каких-либо находках ничего не известно.
В 19 веке в селе была построена деревянная церковь, которая в революционные годы 20 века была разорена и разрушена. Из её бревен был построен склад.
С июля 1928 г. Стрелица (на 1 января 1932 г. 1185 жителей) — хутор в Артелянском сельсовете Больше-Троицкого района. Так как в районе оказался ещё один населенный пункт с таким же названием (Стрелица Вторая), то село переименовали в Первую Стрелицу.
В период с 1941 по 1945 годы 198 жителей села ушли на фронт. Только 64 из них вернулись к своим семьям.
В декабре 1962 г. Больше-Троицкий р-н «ликвидировали», и село Стрелица оказалась в составе Шебекинского р-на.
В канун 68-й годовщины Победы в Великой Отечественной войне, 5 мая 2013 года в селе открыт мемориал «Воинам-односельчанам, погибшим, защищая нашу Родину», построенный на деньги сельчан.

## Население
| 2002 | 2010 |
| ---- | ---- |
| 381  | ↘297 |

### Историческая численность населения
На 1 января 1932 г. 1185 жителей. По сведениям переписей населения в с. Стрелица-Первая Артелянского сельсовета Шебекинского р-на на 17 января 1979 г. — 629 жителей, на 12 января 1989 г. — 423 (186 муж., 237 жен.). На 1 января 1994 г. в Стрелице Первой — 392 жителей, в 1999 г. — 381 жителей.

### Национальный и гендерныйсостав
Согласно результатам переписи 2002 года, в национальной структуре населения русские составляли 93 % из 382 чел, из них 166 мужчин, 216 женщин.

## Инфраструктура
Основа экономики — сельское хозяйство. Есть ФАП, Парк культуры и отдыха, Дом культуры.
Личное подсобное хозяйство.
Газ, вода, электричество.

## Транспорт
Деревня доступна автотранспортом. Остановка общественного транспорта «1-я Стрелица».